# Learjet 24
Dimensions
Le Learjet 24 est un avion d'affaires biréacteur américain développé dans les années 1960 et construit jusqu'en 1980. Il s'agit d'une version améliorée du Learjet 23.

## Développement
En 1964, les responsables de la société Learjet commencèrent les études d'un nouvel avion d'affaires dérivé du Learjet 23 mais affichant une masse maximale au décollage de 6120 kg, en adéquation avec la certification FAR.25 émise par la FAA. L'annonce officielle de ce nouvel avion fut réalisée par voie de presse en octobre 1965.
Par rapport au Learjet 23 le nouvel avion se différenciait par son cockpit biplace côte à côte, et non plus monoplace ou biplace. En outre la cabine était pressurisée permettant ainsi les vols à haute altitude. Le prototype Learjet 24A réalisa son premier vol le 24 février 1966.
Par la suite l'avion fut réalisé en plusieurs versions différentes, chacune se différenciant par quelques modifications mineures. Il faut remarquer que le Learjet 23 et le Learjet 24 conserve la même aile. Le Learjet 24A conservait d'ailleurs la motorisation initiale du Learjet 23.
La production en série de l'avion s'est arrêté en 1980.
Le Learjet 24 a donné naissance à une version améliorée, apparu quelque temps après son premier vol, le Learjet 25 (en).

## Utilisateurs
Quatre Learjet 24 ont été acquis en 1968 par la NASA, tandis qu'un an plus tard l'US Coast Guard évalua l'avion en vue du remplacement de ses deux Martin RM-1Z. Cependant aucun avion ne fut commandé par l'USCG. L'un des seuls autres utilisateurs étatiques connus est la Barbados Defence Force qui utilisa entre 1982 et 1984 un unique Learjet 24D. Elle le revendit au profit d'un Cessna 402C.

## Aspects techniques

### Description
L'avion d'affaires Learjet 24 se présente sous la forme d'un monoplan à aile basse cantilever. Il est doté d'un train d'atterrissage tricycle escamotable et d'un empennage en T. Sa cabine est prévue pour l'accueil de cinq à six passagers tandis que le Poste de pilotage reçoit un pilote et un copilote. L'avion est intégralement construit en métal.

### Versions
- Learjet 24A : Désignation attribuée au prototype et aux premiers appareils de série, propulsés par deux turboréacteurs General Electric CJ610-4 d'une poussée unitaire de 1293 kg.
- Learjet 24B : Désignation attribuée à la deuxième série d'avions propulsés par deux turboréacteurs General Electric CJ610-6 d'une poussée unitaire de 1336 kg.
- Learjet 24C : Désignation attribuée à un prototype demeuré sans suite, dérivé du Learjet 24B et doté d'un aménagement présenté comme luxueux.
- Learjet 24D : Désignation attribuée à la troisième série d'avions dotés de modifications au niveau de l'empennage et d'un accroissement de la capacité en carburant.
- Learjet 24E : Désignation attribuée à la quatrième série d'avions dotés d'une nouvelle aile en flèches, et propulsés par deux turboréacteurs General Electric CJ610-8 d'une poussée unitaire de 1338 kg.
- Learjet 24E : Désignation attribuée à la cinquième série d'avions dotés d'une capacité accrue en carburant, reprenant l'aile du Learjet 24E, et propulsés par deux turboréacteurs General Electric CJ610-8A d'une poussée unitaire de 1338 kg.

## Aéronefs similaires
- Dassault Mystère 20.
- Hawker-Siddeley HS-125.

## Sources & références

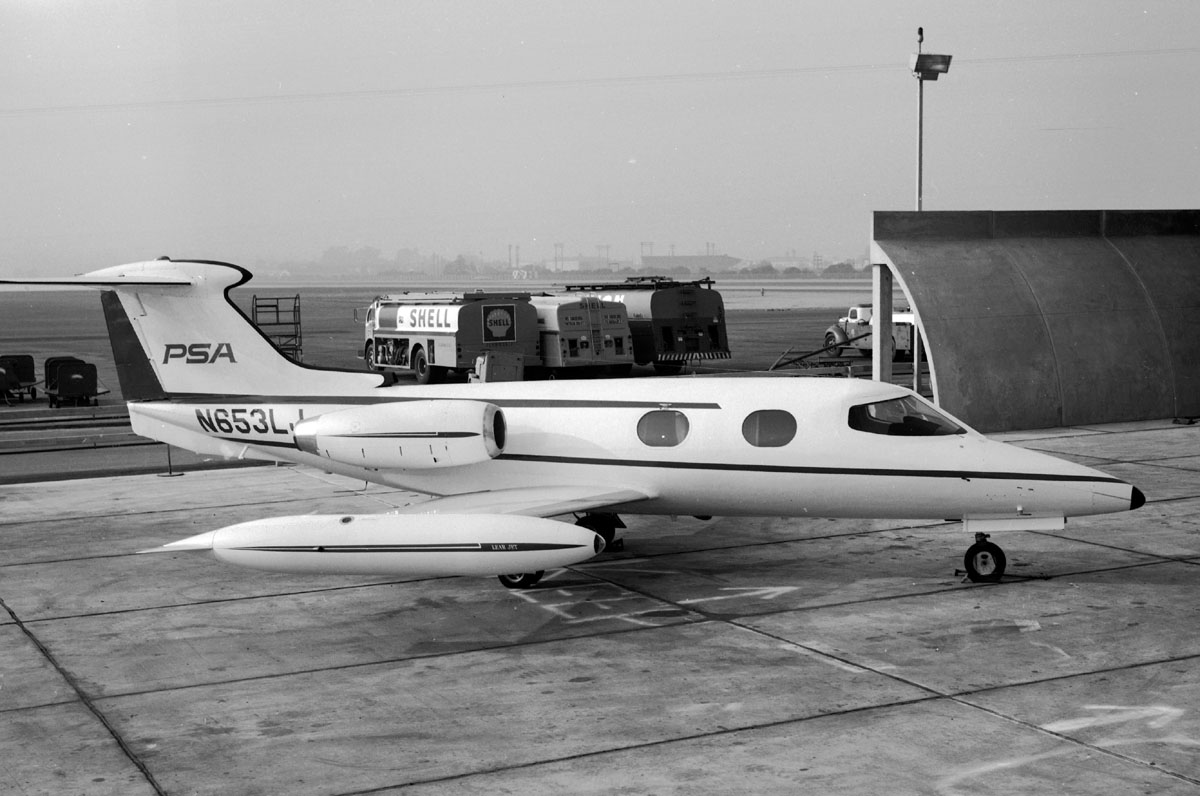
Learjet 24 immatriculé aux États-Unis.

### Sources Bibliographiques
- Michel Marmin, Encyclopédie "Toute l'aviation", Editions Atlas, 1993.

### Sources web
- Le Learjet 24 sur le site anglophone Aviastar.